# Résolution 480 du Conseil de sécurité des Nations unies
Membres permanents
- Chine
- États-Unis
- France
- Royaume-Uni
- URSS

Membres non permanents
- Allemagne de l'Est
- Bangladesh
- Jamaïque
- Mexico
- Niger
- Norvège
- Philippines
- Portugal
- Tunisie
- Zambie

Résolution no 479 Résolution no 481
La résolution 480 du Conseil de sécurité des Nations unies fut adoptée à l'unanimité le 12 novembre 1980. Après avoir constaté la mort des juges de la Cour internationale de Justice (CIJ) Richard R. Baxter et Salah El Dine Tarazi, le Conseil a décidé que les élections organisées pour les deux sièges devenus vacants à la CIJ auraient lieu le 15 janvier 1981 au Conseil de sécurité et à l'Assemblée générale.